# Sphenophryne similis
Sphenophryne similis es una especie de anfibio anuro de la familia Microhylidae. Solo se ha encontrado esta rana en una zona de la cordillera de Owen Stanley a 2080 metros de altitud en la provincia de Oro, Papúa Nueva Guinea. Es una rana terrestre que habita selvas tropicales montanas. Se reproduce por desarrollo directo.